# Бобрик Второй (Одесская область)
Бо́брик Второ́й (укр. Бобрик Другий) — село, относится к Любашёвскому району Одесской области Украины.
Население по переписи 2001 года составляло 997 человек. Почтовый индекс — 66533. Телефонный код — 4864. Занимает площадь 7,266 км². Код КОАТУУ — 5123380603.

## Местный совет
66540, Одесская обл., Любашёвский р-н, с. Бобрик Первый